# Liste der Monuments historiques in Pisany
Die Liste der Monuments historiques in Pisany führt die Monuments historiques in der französischen Gemeinde Pisany auf.

## Liste der Bauwerke
| Bezeichnung | Beschreibung                                     | Standort | Kennzeichnung | Schutzstatus | Datum | Bild           |
| ----------- | ------------------------------------------------ | -------- | ------------- | ------------ | ----- | -------------- |
| Markthalle  | Erbaut in der ersten Hälfte des 17. Jahrhunderts | (Lage)   | PA00104838    | Inscrit      | 1971  | weitere Bilder |

## Liste der Objekte

### Kirche St-Léonard
| Bezeichnung | Beschreibung                                                                                              | Standort | Kennzeichnung | Schutzstatus | Datum | Bild |
| ----------- | --- | -------- | ------------- | ------------ | ----- | ---- |
| Glocke      | Bronze | (Lage)   | PM17001824    | Inscrit      | 1997  |      |
| Altar       | Altar mit Tabernakel und Expositionsnische; Stein und Holz, farbig gefasst und vergoldet, 18. Jahrhundert | (Lage)   | PM17001238    | Inscrit      | 1981  |      |
| Seitenaltar | Altar mit Tabernakel; Stein und Holz, farbig gefasst, 18. Jahrhundert                                     | (Lage)   | PM17001239    | Inscrit      | 1981  |      |